# ستيلا أكيمان
ستيلا أكيمان (بالتركية: Stella Aciman)‏ (مواليد عام 1953 في إسطنبول)، هي روائية، وصحفية وسيدة أعمال من تركيا.
ولدت ستيلا أكيمان لعائلة يهودية  عام 1953 في إسطنبول. عام 1974، حصلت على درجة البكالوريوس في إدارة الأعمال من جامعة اسطنبول وعملت كمديرة أعمال لشركات ومنظمات مختلفة، كما عملت مديرة مساعدة للموسيقى ومنتجة في محطات إذاعية في إسطنبول.

## مهنة الكتابة
في بدايات عقد 2000، نشرت ستيلا أول كتبها وكان بعنوان "بيلا"، وهي إحدى أول الروايات في تركيا التي تناولت قضية المثلية الجنسية، حيث كانت البطلة بيلا متزوجة لكنها في الوقت ذاته تقع في حب امرأة أخرى.

### الانتقال إلى شمال قبرص
عام 2003، وبعد وفاة والدتها، انتقلت إلى قبرص الشمالية واستقرت في نيقوسيا. نشرت في العام ذاته كتابها الثاني وكان بعنوان "Kırlangıçların Ömrü" (حياة سنونو). أما روايتها الثالثة فكانت "Bir Masaldı Geçen Yıllar 1926-1960" (حكايا خرافية من 1926-1960) فقد نشرت عام 2006 وتتناول النساء التركيات منذ أن أصبحت قبرص مستعمرة ملكية حتى استقلالها عن المملكة المتحدة.
عام 2011، نشرت روايتها الرابعة وكانت بعنوان Orda Bir Ada Var Uzakta
وهي كاتبة منتظمة لصحيفة "يني دوزين التابعة للقبارصة الأتراك.

### أعمالها
- بيلا (طبعة أولى). Galata Yayıncılık, 2002, Edebiyat Roman Dizisi. ISBN 975-05-0049-0 [5]
- حياة الرباط. تعبت من الذين يعيشون في خريف الحدود (طبعة أولى). Karakutu Yayınları, 2003. ISBN 978-97-5865-8275 [6]
- حكايا خرافية من 1926-1960 (طبعة ثالثة). +1 كتاب، 2006. ISBN 978-97-5606-3279 [7]
- Orda Bir Ada Var Uzakta (طبعة ثانية). Galata Yayıncılık, 2011. ISBN 978-60-5446-3091 [8]